# Teoria sokoła
Teoria sokoła (niem. Falkentheorie) – teoria opisująca klasyczną kompozycję noweli, w której ma występować centralny motyw, stanowiący szczególnie wyróżniony ośrodek kompozycyjny. Sformułowana została przez Paula Heysego w 1871. Według Heysego w dobrze skomponowanej noweli występuje wyróżniony dominujący motyw (nazywany sokołem noweli), najczęściej konkretny przedmiot, któremu nadane jest specjalne, symboliczne znaczenie. Punktem kulminacyjnym jednowątkowej fabuły, w każdej fazie której pojawia się ten motyw, jest odmiana losu bohatera.
Heyse swoją teorię noweli oparł na analizie budowy noweli Sokół z Dekameronu Boccaccia. W noweli tej ubogi szlachcic Federigo poświęca ostatnią rzecz, jaka mu pozostała, ukochanego sokoła, przygotowując z niego pieczyste na obiad, by mieć czym ugościć uwielbianą damę. Ten postępek odmienia los bohatera, bo wzruszona nim dama, nieprzychylna dotąd bohaterowi utworu, zgadza się wyjść za niego i czyni go bogatym.
Teoria Heysego zyskała znaczną popularność w rozwiniętej nowelistyce realizmu i naturalizmu. Przykładami utworów opartych na teorii sokoła w literaturze polskiego pozytywizmu mogą być Kamizelka Bolesława Prusa lub Dym Marii Konopnickiej.